# La Torre de Esteban Hambrán
La Torre de Esteban Hambrán é um município da Espanha na província de Toledo, comunidade autónoma de Castilla-La Mancha, de área 51 km² com população de 1759 habitantes (2006) e densidade populacional de 32,05 hab/km².

## Demografia
| Variação demográfica do município entre 1991 e 2004 | Variação demográfica do município entre 1991 e 2004 | Variação demográfica do município entre 1991 e 2004 | Variação demográfica do município entre 1991 e 2004 |
| --------------------------------------------------- | --------------------------------------------------- | --------------------------------------------------- | --------------------------------------------------- |
| 1991                                                | 1996                                                | 2001                                                | 2004                                                |
| 1283                                                | 1442                                                | 1506                                                | 1627                                                |